# شهرستان جانسون (آیووا)
شهرستان جانسون، آیووا (به انگلیسی: Johnson County, Iowa) شهرستانی در ایالات متحده آمریکا است که در آیووا واقع شده‌است.